# Małogoszcz
Małogoszcz – miasto w woj. świętokrzyskim, w powiecie jędrzejowskim, siedziba gminy miejsko-wiejskiej Małogoszcz.
Gród kasztelański w prowincji łęczyckiej przed rozbiciem dzielnicowym i w księstwie łęczyckim do I połowy XIII wieku. Miasto królewskie w powiecie chęcińskim województwa sandomierskiego w drugiej połowie XVI wieku. W latach 1975–1998 miasto administracyjnie należało do woj. kieleckiego. Nazwa miasta pochodzi od staropolskiego imienia męskiego Małogost.
Małogoszcz położony jest w historycznej Małopolsce, leżał w ziemi radomskiej, stanowiącej północno-zachodnią część ziemi sandomierskiej.
Według danych z 1 stycznia 2018 Małogoszcz liczył 3 809 mieszkańców.
W Małogoszczu znajduje się Szkoła Podstawowa im. 24 lutego 1863 roku oraz Liceum Ogólnokształcące im. Bohaterów Powstania Styczniowego. Funkcjonują one w jednym budynku przy ul. 11 Listopada. W pobliżu miasta znajduje się cementownia, której właścicielem obecnie jest koncern Lafarge. Życie kulturalne miasta organizuje Miejsko-Gminny Ośrodek Kultury. W architekturze urbanistycznej zwraca uwagę osiedle wybudowane w latach 70. XX wieku podczas wznoszenia Cementowni Małogoszcz. Centrum architektonicznym miasta jest zabytkowy rynek. Na terenie miasta działa rozbudowana sieć internetowa zapewniająca mieszkańcom nielimitowany dostęp do internetu. Rozpoczęła ona działalność w 2003 roku.
W mieście swoją siedzibę ma klub piłkarski Wierna Małogoszcz, grający w latach 2004–2011 w III lidze.
Przez miasto przechodzi niebieski szlak turystyczny z Jedlnicy do Żarczyc a na placu Kościuszki (rynku) zaczyna się czarny szlak do rezerwatu Milechowy.

## Historia

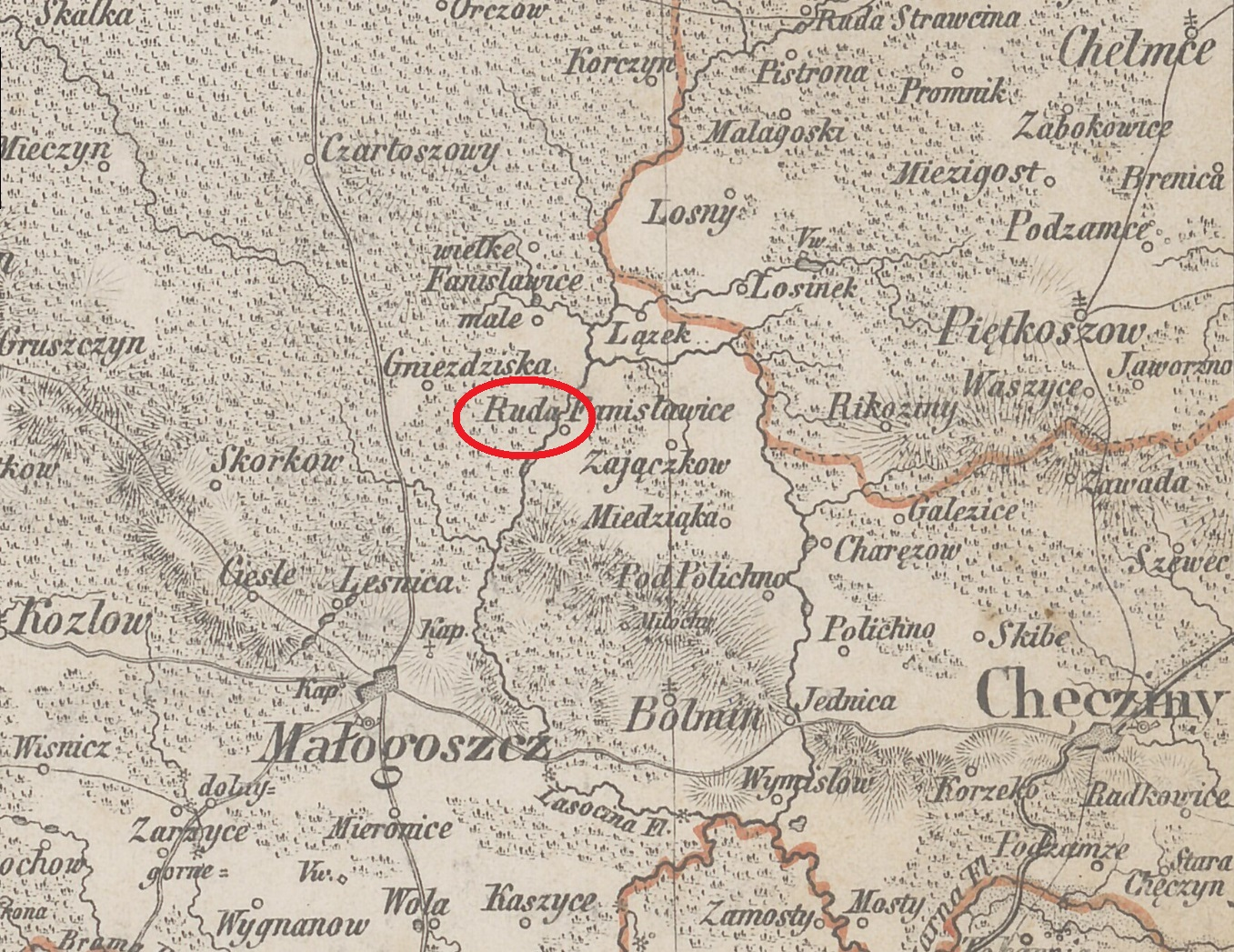
Małogoszcz na mapie z połowy XIX wieku, zaznaczona Ruda Zajączkowska (Niezdoły z powieści Wierna rzeka)

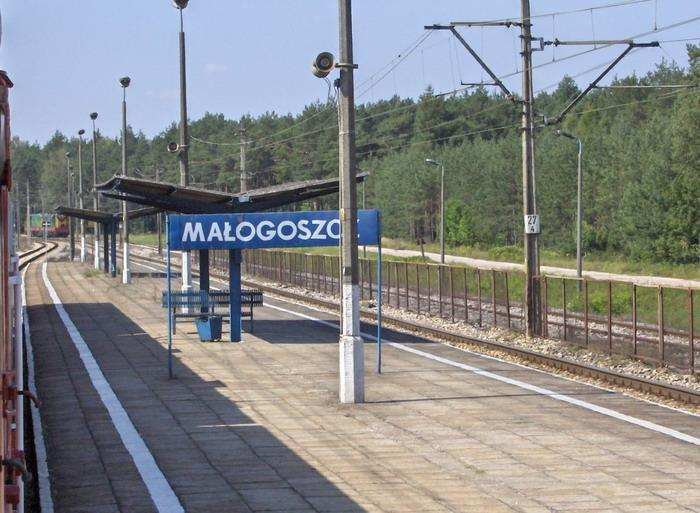
Stacja kolejowa Małogoszcz zbudowana w 1911 roku

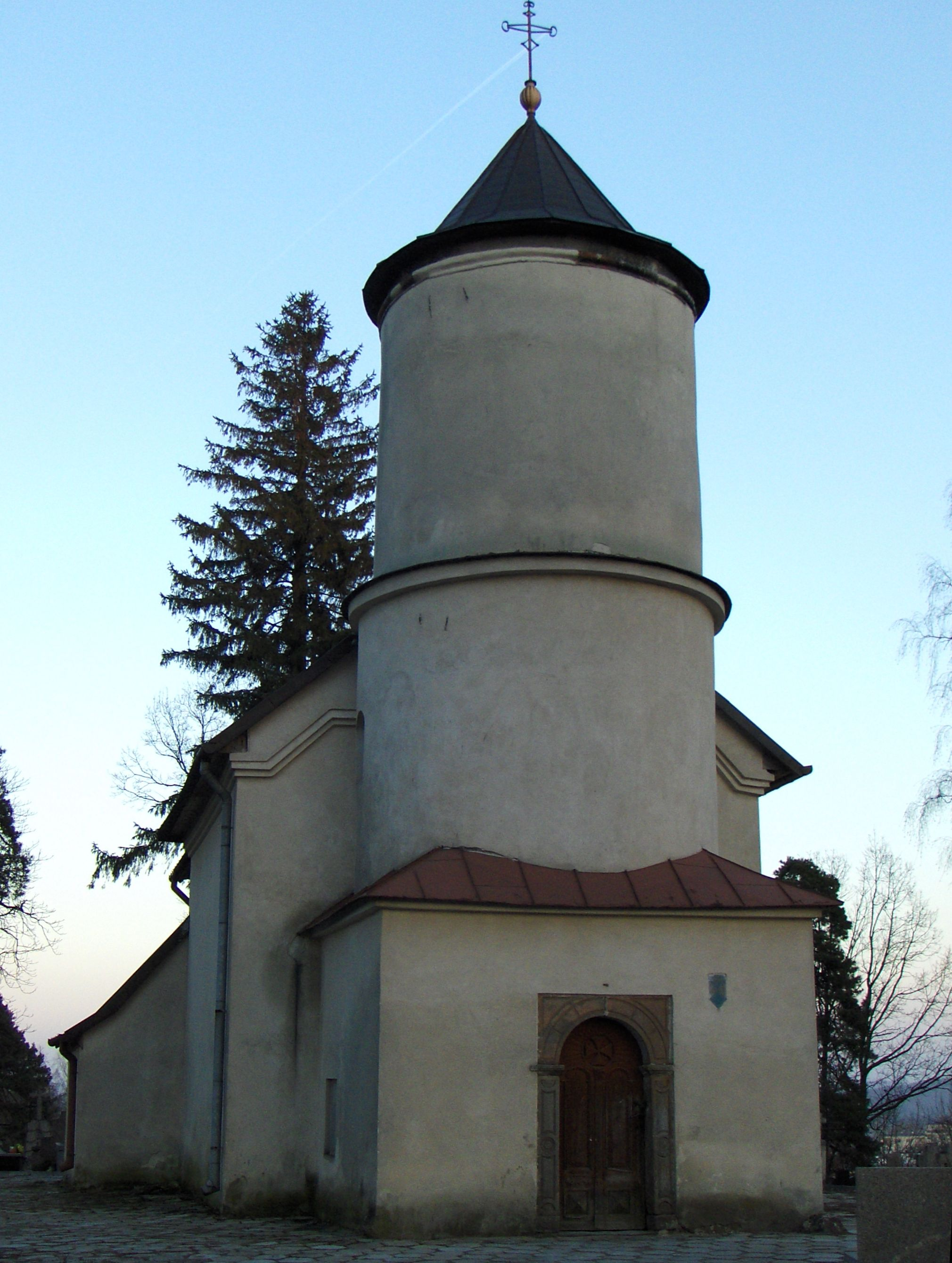
Kaplica św. Stanisława (cmentarna)

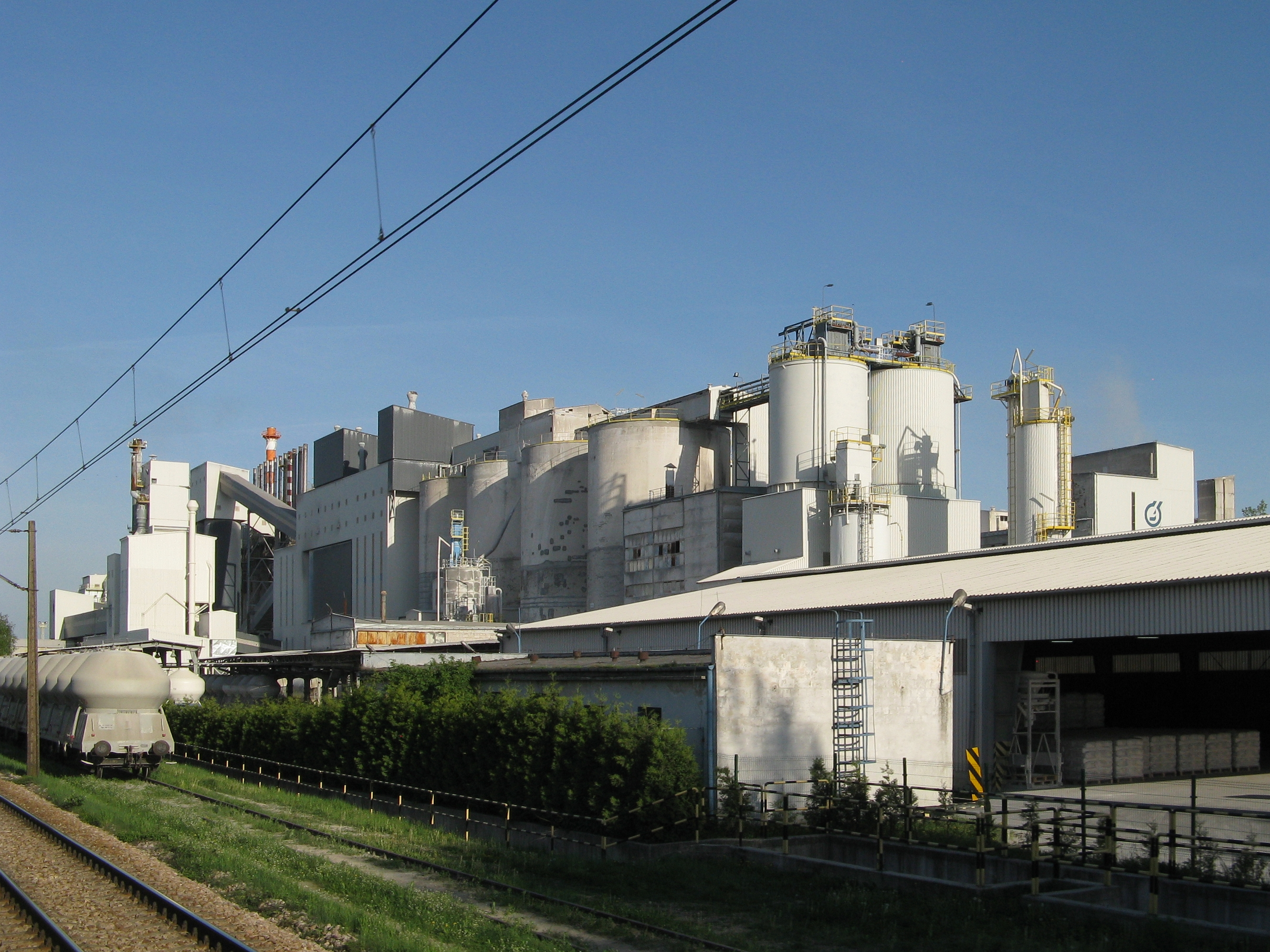
Cementownia Lafarge w Małogoszczu w 2018 roku

Małogoszcz został założony w czasach wczesnopiastowskich jako osada na skrzyżowaniu szlaków handlowych. Przed rozbiciem dzielnicowym i w początkowej fazie rozbicia dzielnicowego, gród kasztelański Małogoszcz znajdował się w prowincji łęczyckiej, a od ok. 1231 r. w księstwie łęczyckim (księstwo to wtedy razem z Małogoszczem zostało odłączone przez Konrada Mazowieckiego od księstwa krakowskiego i przyłączone do Mazowsza). Za rządów Konrada Mazowieckiego księstwo łęczyckie utraciło w 1239 r. lub 1243 r. kasztelanię małogoską, ale również dwie inne kasztelanie zapiliczańskie (zlokalizowane po stronie wschodniej Pilicy): żarnowską i skrzyńską, które na stałe przeszły do dzielnicy sandomierskiej. 
Najstarsze zapiski o grodzie kasztelańskim pochodzą z bulli arcybiskupa gnieźnieńskiego z 1136. Gród miał arcybiskupowi oddawać dziesięcinę ze zboża, miodu oraz skór. W XII w. Małogoszcz stanowił ważny lokalny ośrodek gospodarczy. Osada była znana jako gród kasztelański Malogost oraz często odwiedzana przez książąt i królów polskich. W 1140 roku przebywała w Małogoszczu wdowa po Bolesławie Krzywoustym księżna Salomea. W 1259 r. gród został zniszczony przez najazd tatarski. W XIV wieku król Kazimierz Wielki wzniósł fortyfikacje obronne. W 1273 r. w Małogoszczu spędzała dzień Bożego Narodzenia Święta Kinga, księżna krakowska i sandomierska. 
W 1408 r. Małogoszcz uzyskał od króla Władysława Jagiełły prawa miejskie. Miasto zachowało obowiązek udzielania stacji. W 1572 r. przez Małogoszcz wieziono do Krakowa ciało Zygmunta Augusta. 1 czerwca 1582 r. w Małogoszczu nocował Stefan Batory udający się do Warszawy na swoją koronację. W latach 1591–1595 w Małogoszczu wybudowano kościół w stylu barokowym.
Pomyślny rozwój miasta był związany z rozwojem wyrobu płótna (XVI–XVII w.). W pierwszej połowie XVII w., zwłaszcza w czasie kiedy starostami małogoskimi byli Samuel i Stanisław Lanckorońscy, trwał nieprzerwanie do potopu szwedzkiego rozwój miasta, co znalazło potwierdzenie w liczbie ludności i stanie zabudowy. Szacuje się, iż przed „potopem” w mieście było 180 budynków mieszkalnych i 1200 osób. Po odejściu wojsk szwedzkich, w 1661 r. przybyli do miasta lustratorzy królewscy naliczyli ogółem 130 budynków, z czego 114 w części królewskiej i 16 w części kościelnej. Liczbę ludności oszacowano na ok. 700-800 osób. Wynika z tego, że straty w ludziach zamknęły się w granicach 380–400 osób. Był to obraz pełnej pauperyzacji miasta i mieszczan, jednak nie tak katastrofalny, jak zniszczonych niemal doszczętnie Chęcin.
W 1795 r. w wyniku III rozbioru Polski miasto znalazło się w zaborze austriackim. Małogoszcz zapisał się następnie w polskich walkach narodowowyzwoleńczych. W czerwcu 1794 r. zatrzymał się w nim z armią naczelnik generał Tadeusz Kościuszko po bitwie pod Szczekocinami. Kwaterował na plebanii, która pełniła też funkcję lazaretu (wśród rannych był Bartosz Głowacki). Tu też zmarli od ran odniesionych w bitwie pod Szczekocinami generałowie Insurekcji kościuszkowskiej Jan Grochowski i Józef Wodzicki (gen. Józef Wodzicki pochowany został w kościele OO. kapucynów w Krakowie). W nieistniejącym kościele św. Krzyża (Betanii) przy ulicy Warszawskiej, w 1794 r. mieścił się powstańczy lazaret (obecnie znajduje się tam szkoła).
24 lutego 1863 r. rozegrała się jedna z najkrwawszych bitew powstania styczniowego – I bitwa pod Małogoszczem. W małogoskiej plebanii mieścił się sztab generała Mariana Langiewicza. 
Za pomoc powstańcom, a także z powodu spadku liczby ludności, w 1869 r. rząd rosyjski odebrał Małogoszczowi prawa miejskie.
W 1904 r. wielki pożar zniszczył znaczną część osady. Podczas I wojny światowej, na przełomie 1914 i 1915 r., linia frontu przebiegała w pobliżu Małogoszcza, który został doszczętnie zniszczony przez ogień artyleryjski. W 1915 r. wieś została zajęta przez wojska niemieckie i austriackie.
Po odzyskaniu niepodległości przez Polskę w granicach woj. kieleckiego.
W styczniu 1945 r.do Małogoszcza wkroczyły wojska radzieckie.
W 1996 r. Małogoszcz odzyskał prawa miejskie.

### Żydzi w Małogoszczu
W 1775 r. miasto uzyskało przywilej zabraniający żydowskiego osadnictwa. Jednakże prawdopodobnie ok. 1789 r. żyli już tutaj Żydzi. W 1882 r. powstała samodzielna gmina żydowska. W okresie międzywojennym liczba małogoskich Żydów stale wzrastała z 415 osób w 1921 r. (19% ogółu mieszkańców) do 1050 w 1938 r. Bożnica znajdowała się przy ulicy Jędrzejowskiej 16, zaś cmentarz żydowski przy szosie prowadzącej do Jędrzejowa. Podczas II wojny światowej, 28 sierpnia 1942 r., Niemcy zebrali wszystkich tutejszych Żydów i wywieźli ich do Jędrzejowa. Stamtąd deportowano ich do obozu zagłady w Treblince.

## Demografia

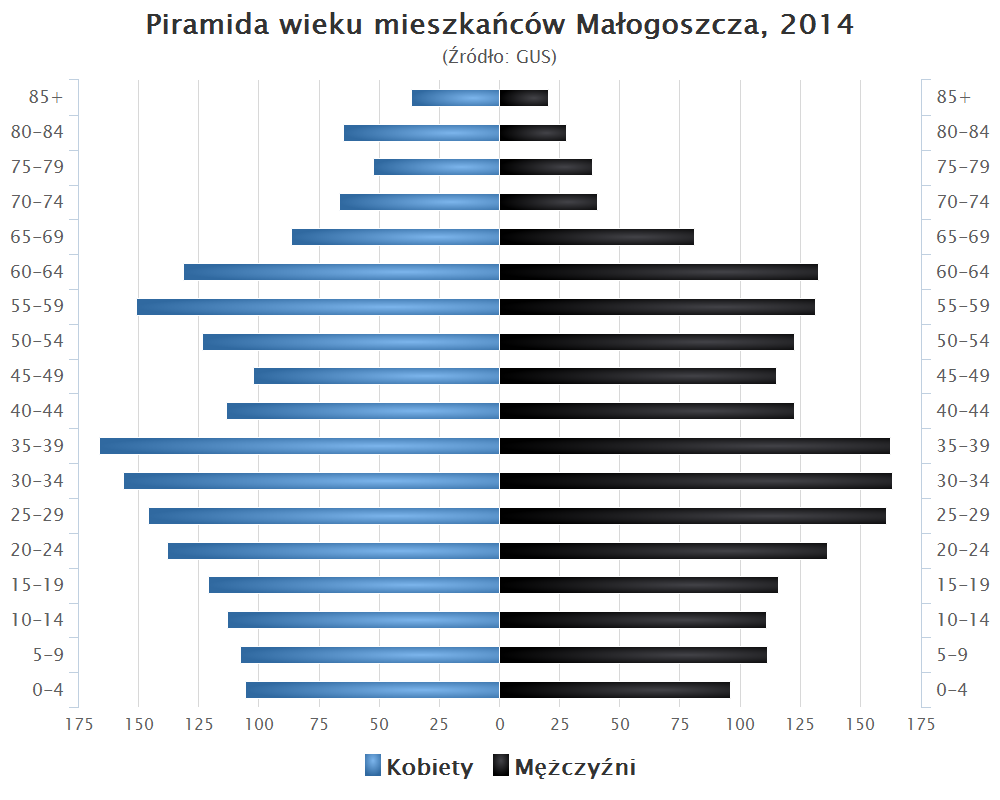
Piramida wieku mieszkańców Małogoszcza w 2014 roku

Na koniec 2014 r. miasto zajmowało powierzchnię 9,68 km² i liczyło 3872 mieszkańców.

## Zabytki

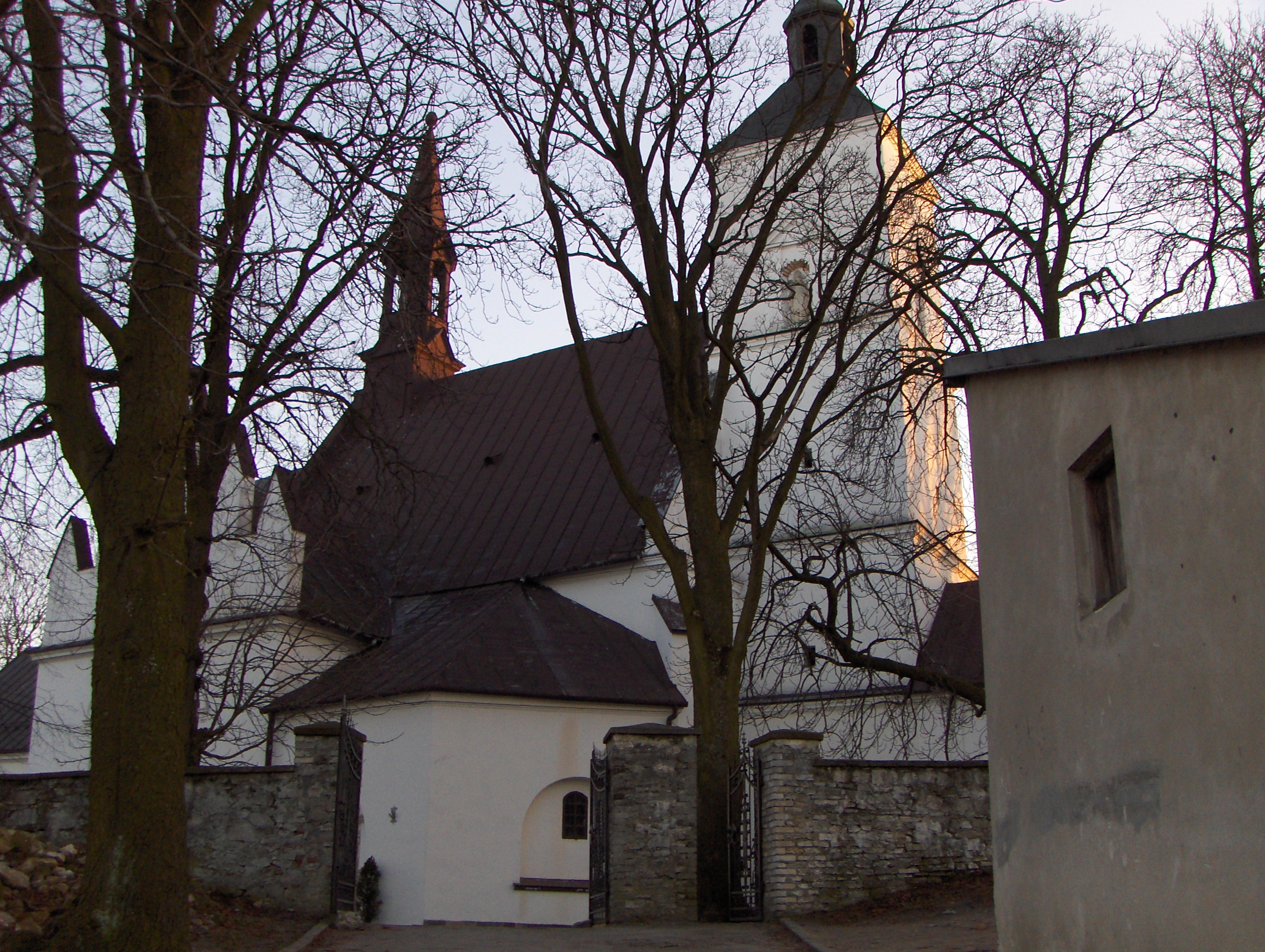
Kościół Wniebowzięcia Najświętszej Maryi Panny

- kościół pw. Wniebowzięcia NMP wybudowany w latach 1591–1595, dzięki staraniom dziekana małogoskiego Jakuba Biedy Chrostkowica. W roku 1642 dobudowano wieżę. Do niej w roku 1894 dostawiono jeszcze kruchtę. Kościół, drewniana dzwonnica z połowy XIX w. i budynek plebanii z przełomu XVI i XVII tworzą  zespół wpisany do rejestru zabytków nieruchomych (nr rej.: A.112/1-3 z 11.02.1967)[17].
  - chrzcielnica z 1610 roku
- Kościół pw. św. Stanisława Biskupa z 1595 roku na wzgórzu Babinek. Zbudowany z inicjatywy Jakuba Biedy Chrostkowica. Obecnie pełni funkcję kaplicy cmentarnej. Okrągłą wieżę wieńczy fryz z ornamentowanych kafli późnorenesansowych z końca XVI stulecia. Kamienny, późnorenesansowy portal. W ołtarzu znajduje się obraz z końca XVIII wieku przedstawiający patrona kościoła, otoczonego duchowieństwem i szlachtą, ukazujący go w chwili wskrzeszania Piotrowina. Wpisany do rejestru zabytków nieruchomych (nr rej.: A.113 z 11.02.1967)[17]
- cmentarz żydowski z II połowy XIX w. (nr rej.: A.114 z 8.01.1991)[17]
- pomnik Tadeusza Kościuszki, wzniesiony przez małogoszczan w 1917 r.
- cmentarz z mogiłami powstańców z 1863 roku

Nieistniejące:
- Kościół św. Krzyża z 1617 r. ze szpitalem „Betania”. Zniszczony po 1794 roku.

## Wspólnoty wyznaniowe
- Kościół rzymskokatolicki:
  - parafia Wniebowzięcia Najświętszej Maryi Panny
- Świadkowie Jehowy:
  - zbór, Sala Królestwa[18]